# Circuito Montañés
Le Circuito Montañés est une course cycliste espagnole organisée en Cantabrie. Elle a fait partie du calendrier de l'UCI Europe Tour, dans la catégorie 2.2. L'épreuve disparait en 2010, avant de renaitre au niveau amateur en 2023.

## Palmarès
| Année     | Vainqueur                | Deuxième                   | Troisième               |
| --------- | ------------------------ | -------------------------- | ----------------------- |
| 1954      | Julio San Emeterio       | Adolfo Cruz                | Dalmacio Langarica      |
| 1955      | Gabriel Company          | Francisco Masip            | José Mateo Gil (ca)     |
| 1956      | Carmelo Morales          | Julio San Emeterio         | Jesús Loroño            |
| 1957      | Benigno Aspuru           | Antonio Ferraz             | Carmelo Morales         |
| 1958      | Roberto Morales          | Carmelo Morales            | Antonio Ferraz          |
| 1959      | Jesús Galdeano           | Carmelo Morales            | Julio San Emeterio      |
| 1960      | Manuel Martín Piñera     | José Urrestarazu           | José Antonio Musitu     |
| 1961      | Carmelo Morales          | José Pérez Francés         | Angel Rodriguez         |
| 1962      | Emilio Cruz              | Souza                      | Sebastián Elorza        |
| 1963      | Eusebio Vélez            | Manuel Martín Piñera       | Julio Jiménez           |
| 1964-1985 | Pas organisé             |                            |                         |
| 1986      | Jesús Montoya            | José López San Julián      | Manuel Gonzalo (ca)     |
| 1987      | Francisco Javier Mauleón | Andrzej Mierzejewski       | Manuel Gonzalo (ca)     |
| 1988      | Víctor Gonzalo (es)      | José María Ahedo           | Juan José Martínez (es) |
| 1989      | Fernando Piñero (ca)     | José Luis Díaz (es)        | Federico García         |
| 1990      | José Luis de Santos (es) | Javier Díaz                | Javier Urrutia          |
| 1991      | Artūras Kasputis         | Félix García Casas         | José Luis Arrieta       |
| 1992      | José María Jiménez       | Pascal Hervé               | Gerri Kekhba            |
| 1993      | Thierry Elissalde        | Arvis Piziks               | Mariano Rojas           |
| 1994      | José Castelblanco        | Josué Barrigón             | Bogdan Ravbar           |
| 1995      | Jean-Yves Duzellier      | Raido Kodanipork           | Éric Frutoso            |
| 1996      | Javier Otxoa             | José Luis Rebollo          | Davy Dubbeldam (nl)     |
| 1997      | Kurt Van De Wouwer       | Francisco Tomás García     | José Luis Sánchez       |
| 1998      | Alexei Sivakov           | Daniel Schnider            | Graciano Recinella      |
| 1999      | David Vázquez            | Glenn D'Hollander          | Ricardo Valdés          |
| 2000      | Dave Bruylandts          | Adolfo García Quesada      | Juan Gomis              |
| 2001      | Rafael Mila              | Rubén Lobato               | Julen Fernández (es)    |
| 2002      | Óscar Serrano            | Sergio Domínguez           | Moisés Dueñas           |
| 2003      | Steven Kleynen           | José Ángel Gómez Marchante | Antonio López Carrasco  |
| 2004      | Fernando Serrano         | Antonio López Carrasco     | Alexis Rodríguez        |
| 2005      | Sergio Domínguez         | Diego Gallego              | Sergio Pardilla         |
| 2006      | Robert Gesink            | Timothy Jones              | Israel Pérez            |
| 2007      | Bauke Mollema            | Lucas Persson              | Jaume Rovira            |
| 2008      | Alexey Shchebelin        | Tejay van Garderen         | Roman Klimov            |
| 2009      | Tejay van Garderen       | Jonathan Castroviejo       | Sergio Pardilla         |
| 2010      | Fabio Duarte             | Carlos Oyarzún             | Higinio Fernandez       |
| 2011-2022 | Pas organisé             | Pas organisé               | Pas organisé            |
| 2023      | David González Tirado    | Alain Suárez               | Edgar Curto             |
| 2024      | Ander Ganzabal           | Álex Díaz                  | Pablo García            |
| 2025      | Franklin Archibold       | Víctor Castellano          | Pablo Ara               |

## Victoires par pays
- Espagne : 24
- Belgique : 3
- Colombie : 2
- France : 2
- Pays-Bas : 2
- Russie : 2
- Lituanie : 1
- États-Unis : 1
- Panama : 1